# Lions Clubs International
Lions Clubs International — сукупність міжнародних громадських благодійних організацій — клубів, що виконують різні гуманітарні проекти. Централізоване керівництво клубами здійснює Lions Clubs International Foundation.
Lions Clubs International був заснований у США в 1917 році бізнесменом із Чикаго Мелвіном Джонсом. Джонс разом зі своїми колегами висунув тезу, «Що, якщо людина, успішна завдяки активній життєвій позиції, знанням, амбіціям, спрямує свій талант на благо своїх близьких?». Персональна формула Джонса — «Ти не зможеш отримати більшого, поки робитимеш усе тільки для себе».
Перший клуб за межами Сполучених Штатів був заснований 12 березня 1920 в Канаді (Віндзор, Онтаріо).
На європейському континенті перший клуб було відкрито у Швеції невдовзі після Другої світової війни, а в наступні роки «Лайонз-клуби» вже діють у всіх країнах Західної Європи.
Сьогодні це найбільша неурядова гуманітарна організація у світі, вона працює у 202 країнах.
Девіз спільноти Lions —  «Ми служимо». Основні програми Lions Club — це збереження зору, слуху і мови, боротьба з діабетом, допомога дітям, молодіжна організація «Лайонз-клуби» та інші програми.